# Hans van Willigenburg (journalist)
Hans van Willigenburg (Utrecht, 20 december, 1963) is een Nederlands journalist, dichter en romanschrijver.

## Levensloop
Van Willigenburg studeerde in 1988 aan de Rijksuniversiteit Leiden af in de Algemene Literatuurwetenschap, met een scriptie over de filmtheorie van de Russisch Formalisten. 
In 1989 debuteerde hij samen met Misha Rasovich (onder de naam 'Rasovich & Van Willigenburg') met een vaste woensdag-column in de Volkskrant. Daarna bleef hij actief in de journalistiek en werkte hij onder meer als tekstschrijver, radiomaker, ghostwriter, podcaster en uitgever.

## Werk
Als journalist schreef Van Willigenburg artikelen voor onder meer de Volkskrant, De Groene Amsterdammer, Voetbal International, Trouw, Nieuwe Revu, Quote en HP/De Tijd. Zijn verhalen en poëzie verschenen onder meer in Maatstaf, Hollands Maandblad, De Brakke Hond, Dietsche Warande & Belfort en Propria Cures. 
In 2008 debuteerde hij als dichter met de bundel Objectief Verzuipen. In juni 2009 trad hij op tijdens de Rotterdamavond van Poetry International. Gedichten van hem verschenen in diverse bloemlezingen, waaronder de bloemlezing van Ilja Leonard Pfeijffer, De Nederlandse poëzie van de twintigste en eenentwintigste eeuw in 1000 en enige gedichten. 
Bijna tien jaar werkte hij als eindredacteur/programmeur bij City Media Rotterdam. Van Willigenburg schreef daarnaast stukken voor de Rotterdam-bijlage van NRC Handelsblad, glossy WINQ en was jarenlang vaste contribuant van opinieblog The PostOnline (TPO). Tevens is hij actief als spreker/schrijver. 
Bij Radio Rijnmond was hij co-presentator van het nieuwe media programma Salondotcom (2002-2004) en het consumentenprogramma Werkt Dat? (2004-2010), alsmede docent journalistiek op de hogeschool Inholland te Rotterdam en columnist voor AD/RD. 
In 2012 richtte hij samen met anderen Stadslog Rotterdam op, en van 2017 tot 2022 was hij uitgever bij de Rotterdamse Uitgeverij Douane. 
In september 2020 debuteerde hij bij uitgeverij Ezo Wolf alsnog als romancier met de satirische roman Houden van Trump en vanaf januari 2021 is hij samen met schrijver Chrétien Breukers co-host van de literaire podcast De Nieuwe Contrabas. In oktober 2021 verscheen zijn verhalenbundel Zenderbaas, dat zich grotendeels afspeelt in de mediawereld. Waarna een tweede roman volgde, Zin in dictatuur (2022), en een lijvige bundel interviews met onafhankelijke denkers, Vrijheidsvuur (2024). 

### Poëzie

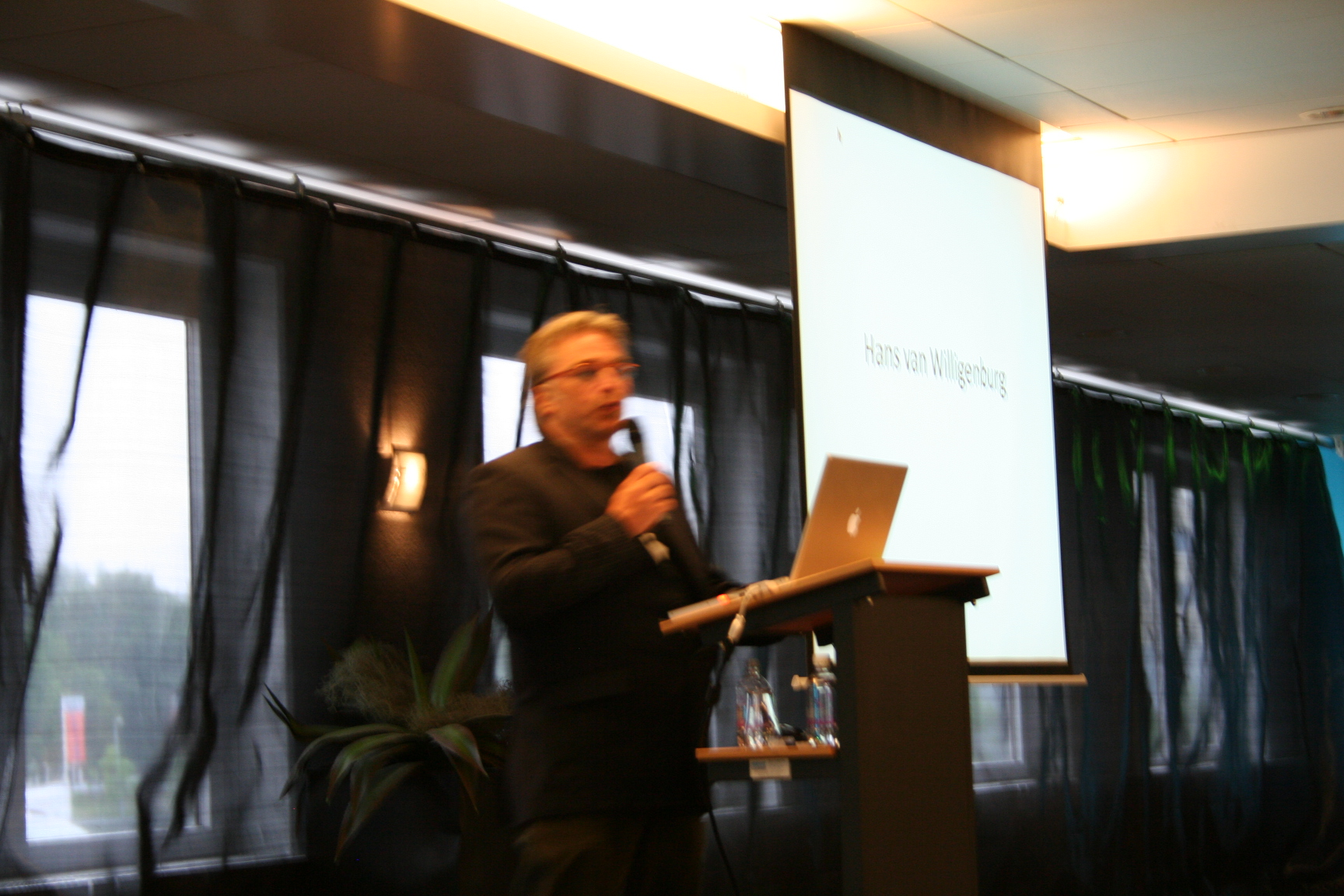
Van Willigenburg in Maarssen op Social Media Event in 2010

- Objectief verzuipen, 48 pagina's, paperback, Uitgeverij De Contrabas 2008, ISBN 978 90 79432 02 8
- De functie van Finland, 48 pagina's, paperback, Uitgeverij De Contrabas 2009, ISBN 978 90 79432 14 1
- Dichter aan de Maas, 13 Rotterdamse dichters, 56 pagina's, paperback, Uitgeverij Douane 2009, ISBN 978 90 72247 22 3
- Op reis, 184 pagina's, De mooiste gedichten voor onderweg, Rainbow Pocket 2009, ISBN 978 90 41707 67 3 (bloemlezing), het gedicht Pure luxe, (p. 43)
- Dagkalender van de poëzie 2010, 365 pagina's, Meulenhoff, ISBN 978 90 29085 00 7 (bloemlezing), het gedicht Lifestyle (8 mei)
- Sinterklaas, De mooiste Sinterklaasgedichten uit de Nederlandse literatuur, Rainbow Pocket, ISBN 978 90 417 4066 3, 233 pag., het gedicht Knellende omzetcijfers (p. 203)
- Heimwee, Gedichten over terugkeer en verlangen, Rainbow Pocket, ISBN 978 90 417 4064 9, het gedicht Poëzie (in een vlaag van strijdvaardigheid (p. 36)
- Winnaars!, De mooiste sportgedichten, Rainbow Pocket, mei 2012, ISBN 978 90 417 4082 3, het gedicht Voetbalanalist
- Informatiewaarde nul, gedichten, 64 pagina's, Uitgeverij Douane 2012, december 2012, ISBN 978 90 722 4757 5
- De gedichten van 2013, 68 pagina's, bloemlezing, uitgave SLA|Avier, ISBN 978-94-6190-059-3, het gedicht Stadsnomade (p. 43)
- Ode aan, 'gedichten over bijzondere Rotterdammers door Rotterdamse dichters', uitgeverij Passage 2015, ISBN 97890 5452 2850, het gedicht Streep (p.83)
- Ik proef iets wat bedorven is, 119 pagina's, bloemlezing, Uitgeverij Passage 2016, ISBN 97890 5452303 1, het gedicht Gezonde democratie (p.63)
- De Nederlandse poëzie van de twintigste en eenentwintigste eeuw in 1000 en enige gedichten, Ilja Leonard Pfeijffer, bloemlezing, Uitgeverij Prometheus 2016, ISBN 978 90 446 3197 5, het gedicht Lifestyle, (p. 1070)
- Vol overtuiging halfslachtig, prozagedichten, Uitgeverij Studio Kers, oktober 2019, ISBN 978 94 91835 10 0

### Proza
- Ik twitter, dus ik besta!, 128 pagina's, paperback, Uitgeverij BBNC 2010, ISBN 978 90 453 1095 4
- Doet mij maar Rotterdam, verhalen, 160 pagina's, paperback, Uitgeverij BBNC 2010, ISBN 978 90 453 1126 5
- Het gebrek aan kikkers, kort proza, 88 pagina's, paperback, Uitgeverij De Contrabas 2011, ISBN 978-90-79432-00-4
- Houden van Trump, roman, 167 pagina's, paperback, Uitgeverij Ezo Wolf 2020, ISBN 978-90-830-7787-1
- Zenderbaas, verhalen, 174 pagina's, paperback, Uitgeverij Ezo Wolf, 2021, ISBN 978-90-831-4434-4
- Zin in dictatuur, roman, 154 pagina's, paperback, Uitgeverij Ezo Wolf, 2022, ISBN 9789083248325

### Journalistiek
- Aan de zijlijn, 1998, Het beste van onze voetbalverslaggevers, 176 pag., L.J. Veen 1998 ('Patrick Kluivert, het complete verhaal')
- Hand in hand, kameraden, 100 jaar Feyenoord in meer dan 100 verhalen, 311 pag., Van Gennep, ISBN 9 789055 158867 ('Feyenoordsupporters schrijven open brief')
- Dit is NL, reportages & beschouwingen, 224 pagina's, paperback, Uitgeverij BBNC 2011, ISBN 978 90 453 1177 7
- Hoera, het wordt ingewikkeld!, co-auteur Ronald van den Hoff, uitgave van Stichting Society 3.0 in samenwerking van Lindonk & De Bres, oktober 2019, ISBN 978 9 079 67958 4
- Vrijheidsvuur, 'onbegrensde gesprekken met onafhankelijke geesten', 264 pagina's, paperback, april 2024, Uitgeverij Ezo Wolf, ISBN 978 90 8334650 2